# Wilton Bay
Die Wilton Bay ist eine Bucht zwischen Kap Davidson und Kap Hartree an der Südwestküste von Laurie Island im Archipel der Südlichen Orkneyinseln.
Kartografische Vermessungen nahmen 1903 Teilnehmer der Scottish National Antarctic Expedition unter der Leitung von William Speirs Bruce vor. Bruce benannte die Bucht nach seinem Zoologen David Walter Wilton (1872–1940).